# Propositionele modaliteit
Propositionele modaliteit is een in 2001  door F. R. Palmer geïntroduceerd taalkundig begrip. Centraal staat de houding van de taalgebruiker tegenover de waarheidswaarde en feitelijke status van proposities, die in de taal bijvoorbeeld wordt uitgedrukt door middel van een bepaalde wijs, bijvoorbeeld de aanvoegende wijs in bijzinnen. 
Propositionele modaliteit wordt verder nog onderverdeeld in epistemische modaliteit en evidentialiteit. Ze wordt onderscheiden van gebeurtenismodaliteit. 